# 탈라우드 제도

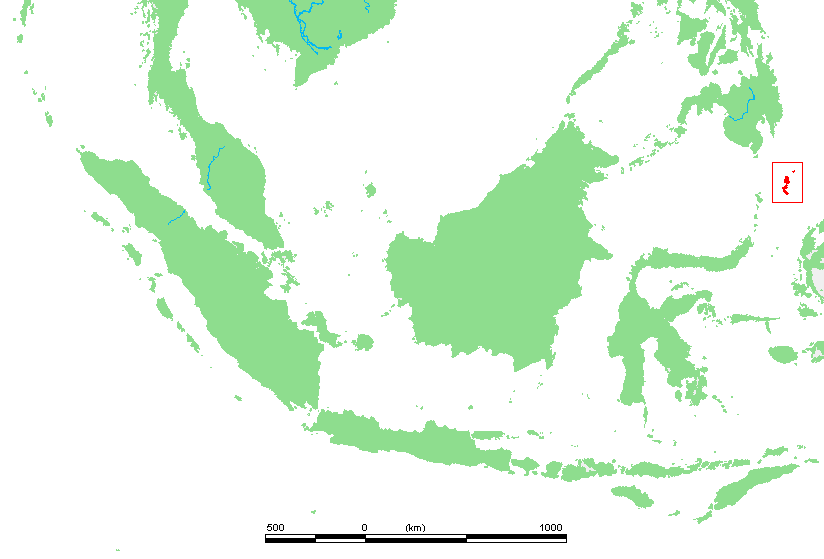
탈라우드 제도의 위치

탈라우드 제도는 술라웨시우타라 주에 위치

탈라우드 제도(인도네시아어: Kepulauan Talaud, Talaud Islands)는 인도네시아 북부에 있는 여러 섬으로 술라웨시우타라 주에 속한다. 카라케롱 섬, 살리바부 섬, 카바루안 섬 등으로 구성되어 있다. 인도네시아에서 가장 북쪽에 있는 지역이며, 태평양과 술라웨시해 사이에 있다. 남서는 상기헤 제도 남동부는 말루쿠 제도, 북쪽으로는 민다나오가 위치한다.

## 개요
이 제도는 2000년 술라웨시우타라 주의 탈라우드 제도 자치군(Kabupaten Kepulauan Talaud)으로 선포되었다.
이 탈라우드 군도의 가장 큰 섬은 카라케롱 섬, 살리바부 섬, 카바루안 섬 , 카라퉁 섬, 나누사 섬 그리고 미안가스 섬 등이 있다. 2010년 인구조사에 따르면 인구는 83,441명이었다.